# فايث ليخ
فايث ليخ (بالإنجليزية: Faith Leech)‏ (و. 1941 – 2013 م) هي سبّاحة  أسترالية، ولدت في بنديجو، شاركت في الألعاب الأولمبية الصيفية 1956، وسباحة في الألعاب الأولمبية الصيفية 1956 – سيدات 100 متر سباحة حرة ‏، وسباحة في الألعاب الأولمبية الصيفية 1956 – سيدات 4 × 100 متر سباحة حرة تناوب ‏، توفيت في بنديجو، عن عمر يناهز 72 عاماً.

## التعليم
تعلمت في St Michael's Grammar School ‏
.